# Peter Schulze-Rohr
Peter Schulze-Rohr (* 25. Mai 1926 in Leipzig; † 22. September 2007 in Lübeck) war ein deutscher Regisseur und Drehbuchautor.

## Leben
Peter Schulze-Rohr war das erstgeborene von fünf Kindern des Musikpädagogen und Orgelbauers Herbert Schulze (1895–1985) und der schweizerischen Pfarrerstochter Dorothea Rohr (1897–1990). Er wuchs in Leipzig und seit 1934 im Berliner Johannesstift auf. Mit 18 versah er seinen Wehrdienst bei der Marine am Bord der Admiral Scheer. Er gehörte zu den wenigen Überlebenden, als das Schiff im Kieler Hafen versenkt wurde. Nach dem Studium wurde er am Berliner Ensemble und am Schillertheater Regieassistent. Später arbeitete er als Journalist.
Im Januar 1958 heiratete er Christa Fest (1932–2004), Schwester des Historikers Joachim Fest.
Nach dem Ersten juristischen Staatsexamen ging Schulze-Rohr seiner echten Neigung nach: Er wurde 1960 Chefdramaturg beim Südwestfunk, 1964 bis 1969 Redakteur und Regisseur beim NDR-Fernsehspiel. Von 1970 bis 1978 war er als freier Regisseur und Drehbuchautor tätig und leitete von 1978 bis 1989 die Hauptabteilung Fernsehspiel und Musik des SWF.
Peter Schulze-Rohr wurde als Regisseur von Produktionen der Fernsehreihe Tatort und durch Hörspielinszenierungen bekannt. Er ist der Begründer der Nachwuchsreihe „Debüt im Dritten“.
1964 erhielt er für Der Bussard über uns von Margarete Jehn den renommierten Hörspielpreis der Kriegsblinden und unter anderem den Goldenen Bildschirm (Kritikerpreis) (1970), den Jakob-Kaiser-Preis (1978), die Goldene Kamera (1986) und den Silbernen Leoparden beim Internationalen Filmfestival Locarno.
Für Hautnah bekam Schulze-Rohr den 'Preis in Locarno', die Goldene Kamera, den Goldenen Gong und den Adolf-Grimme-Preis.

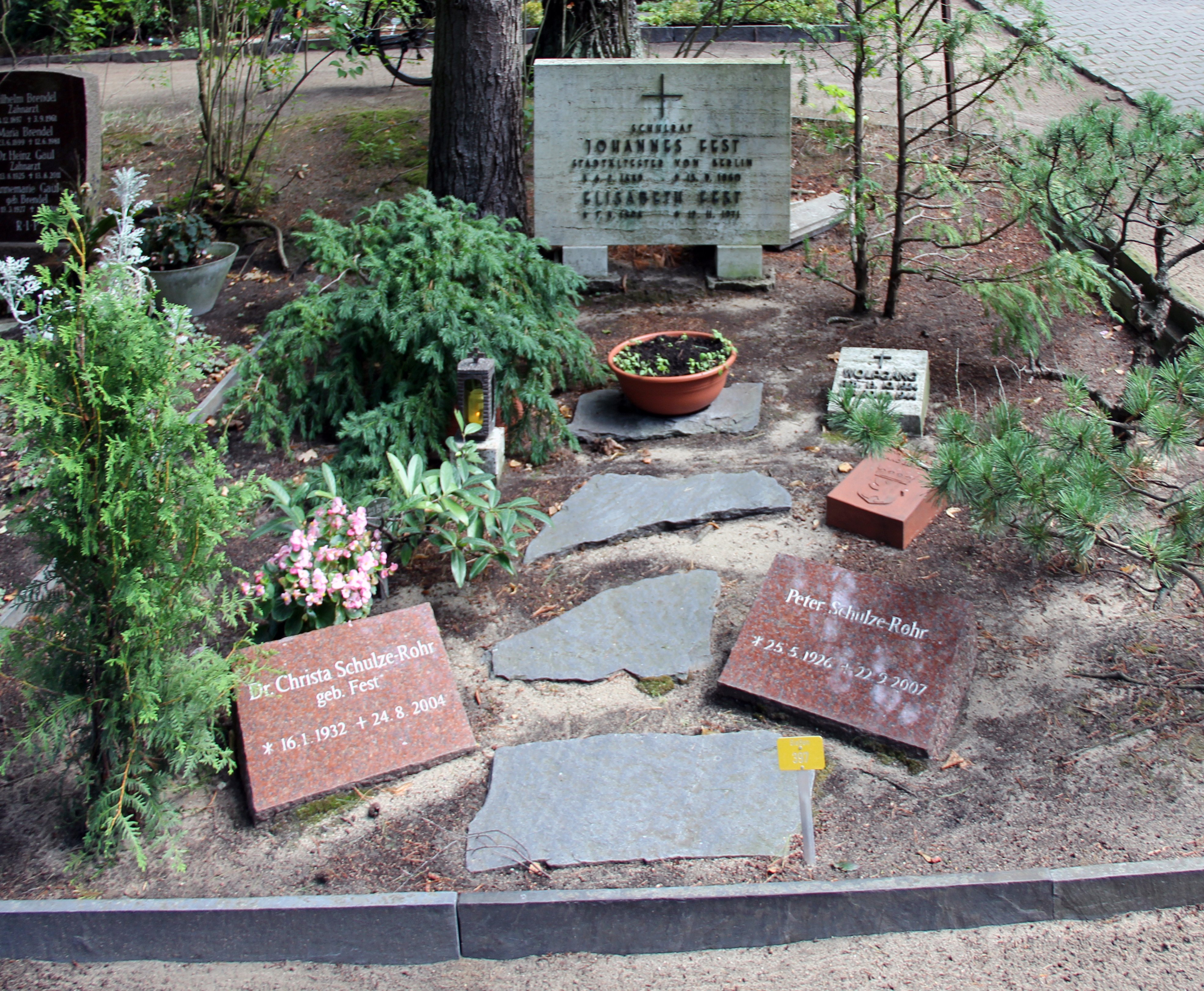
Grab von Peter Schulze-Rohr mit dem Ehrengrab des Schwiegervaters Johannes Fest

Peter Schulze-Rohr war ein älterer Bruder des Architekten und Stadtplaners Jakob Schulze-Rohr (1930–2008).
Das Grab von Peter Schulze-Rohr befindet sich auf dem St.-Matthias-Friedhof in Berlin-Tempelhof.
Sein schriftlicher Nachlass befindet sich im Archiv der Akademie der Künste in Berlin.

## Werke (Auswahl)
- 1965: Die Ermittlung von Peter Weiss (Hörspiel, hr)
- 1966: Die Ermittlung (Fernsehfilm, NDR)
- 1970: Tatort: Taxi nach Leipzig (als Regisseur und Drehbuchautor)
- 1970: Das Millionenspiel (als Darsteller)
- 1971: Davor (als Regisseur)
- 1971: Tatort: Exklusiv! (als Regisseur)
- 1971: Tatort: AE612 ohne Landeerlaubnis (als Regisseur)
- 1971: Tatort: Der Richter in Weiss (als Regisseur)
- 1972: Tatort: Rechnen Sie mit dem Schlimmsten (als Regisseur)
- 1973: Tatort: Platzverweis für Trimmel (als Regisseur)
- 1974: Der Scheck heiligt die Mittel (als Regisseur)
- 1974: Tatort: Gift (als Regisseur)
- 1976: Tatort: Trimmel und der Tulpendieb (als Regisseur)
- 1976/77: Omaruru
- 1976: Verdunkelung – Der Eisenbahnmörder (als Regisseur)
- 1977: Tatort: Finderlohn (als Regisseur)
- 1977: Sonderdezernat K1 – Der Stumme (als Regisseur)
- 1978: Tatort: Trimmel hält ein Plädoyer (als Regisseur)
- 1981: Collin
- 1984: Die Platzanweiserin
- 1985: Tatort: Der Mord danach (als Produzent)
- 1985: Hautnah
- 1987: Tatort: Spiel mit dem Feuer (als Produzent)
- 1988: Tatort: Ausgeklinkt (als Produzent)
- 1989: Tatort: Die Neue (als Regisseur)
- 1993: Tatort: Kesseltreiben (als Regisseur)
- 1994: Der Mann mit der Maske (SWF)
- 1995: … nächste Woche ist Frieden (als Regisseur)
- 1996: Bruder Esel (als Regisseur)
- 1996: Tatort: Schneefieber (als Regisseur)
- 1997: Tatort: Bluthunde (als Regisseur)
- 1998: Tatort: Jagdfieber (als Regisseur)
- 2001: Sperling – Sperling und das Krokodil im Müll (als Regisseur)
- 2001: Sperling – Sperling und das letzte Tabu (als Regisseur)
- 2002: Bloch: Ein begrabener Hund (als Regisseur)

## Auszeichnungen
- 1985: Goldener Gong für Hautnah, gemeinsam mit Armin Mueller-Stahl
- 1985: Fernsehfilmpreis der Deutschen Akademie der Darstellenden Künste für Die Platzanweiserin
- 1986: Adolf-Grimme-Preis mit Bronze für Hautnah (zusammen mit Norbert Ehry)